# 小栗隆志
小栗 隆志（おぐり たかし、1978年12月20日 - ）は、日本の起業家、実業家。株式会社カルチベート代表取締役社長、株式会社リンクアンドモチベーションフェロー

## 略歴
- 千葉県流山市出身。
- 2002年　早稲田大学政治経済学部卒業後、株式会社リンクアンドモチベーション（新卒一期生）人事コンサルタントとして100社以上の組織変革や採用支援業務に従事
- 2014年　株式会社リンクアカデミー（旧:株式会社アビバ・大栄教育システム株式会社）代表取締役社長就任
- 2017年　株式会社リンクアンドモチベーション取締役就任
- 2023年　株式会社カルチベートを創業

## 著書
- 2018年1月出版 3ステップでもう挫折しない! 脱・三日坊主の資格勉強法 [2]
- 2024年9月株式会社日経BPより『Z世代の社員マネジメント』出版[3]

## 外部インタビュー
- Point of view - 第246回　小栗隆志―新入社員を取り巻く「四つの関係性」を踏まえたオンボーディングとは- 2024年02月09日掲載[4]